# Theta Scorpii
Désignations
Theta Scorpii (θ Sco / θ Scorpii, Thêta Scorpii), dans la Désignation de Bayer  est une étoile de la constellation du Scorpion. Sargas est son nom traditionnel.

## Nomenclature
Sargas est aujourd’hui le nom retenu pour Theta Scorpii par l’Union astronomique internationale (UIA). Il est entré dans les catalogues à partir des données prises par Richard Allen (1899) les travaux des premiers déchiffreurs de tablettes mésopotamiennes qui tâtonnent encore. Le Bureau des longitudes s’en saisit dans son Annuaire de 1908, et on le retrouve par la suite  dans divers catalogues, notamment par celui de Jack W. Rhoads (1971). On le relève aussi chez Paul Kunitzsch & Tim Smart, qui attribuent d’ailleurs également, mais par erreur, le nom Girtab à cette étoile, alors qu’il est traditionnellement affecté à Kappa Scorpii.
En réalité c’est Nu Scorpii qui est, dans l’astronomie mésopotamienne, à l'origine du nom Sargas. Nous pouvons en effet lire : šar-ùr u d.šar-gaz, soit « les dieux Šarur et Šargaz » pour λ et υ Sco, sur la tablette dite MUL.APIN, le premier traité d'astronomie mésopotamienne découvert à Ninive dans la bibliothèque d'Assurbanipal et datant au plus tard de 627 av. è.c. Šarur et Šargaz, dont la signification est à peu près identique pour les deux noms, à savoir « l'[Arme] qui écrase, détruit, etc. mille [ennemis] », sont au départ les armes symboliques divinisées de différents dieux sumériens, qui cèdent tous la place à Babylone, à partir de la fin du 2e millénaire, au dieu suprême Marduk.

## Propriétés
Sargas est une géante jaune-blanche de type spectral F1 II, brillant avec une luminosité 960 fois supérieure au Soleil, à une distance de 272 années-lumière. Le rayon de cette étoile équivaut à 20 rayons solaires et sa température de surface atteint 7200 kelvins. La masse de Sargas a été déterminée comme étant 3,7 masses solaires.